# Vogelmilch (Konfekt)

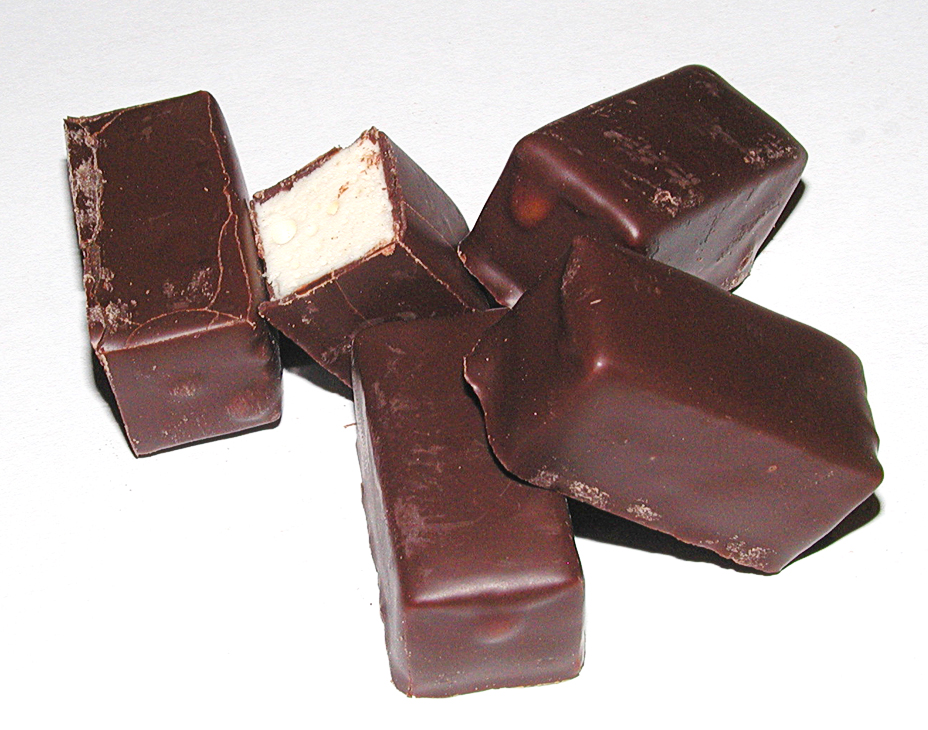
Vogelmilch als polnisches Konfekt Ptasie Mleczko

Vogelmilch (polnisch Ptasie Mleczko) ist ein polnisches Konfekt, das 1936 von dem Warschauer Konditor Jan Wedel erfunden wurde und mittlerweile von unterschiedlichen Herstellern in Mittel- und Osteuropa vertrieben wird. Die den deutschen Dominosteinen ähnlich sehenden weichen Milchschaumsteine bestehen aus Schaumzucker und sind mit einer dünnen Schicht kakaohaltiger Fettglasur oder Schokolade überzogen. Vogelmilch gibt es in verschiedenen Geschmacksrichtungen, u. a. Sahne, Vanille, Schokolade oder Zitrone.